# Trattato di controassicurazione
Il trattato di controassicurazione o di riassicurazione (dal tedesco Rückversicherungsvertrag) fu firmato segretamente il 18 giugno 1887 da Germania e Russia. Assicurava la neutralità benevola dei due firmatari nel caso in cui uno dei due si fosse trovato in guerra con una terza grande potenza, ma non avrebbe trovato applicazione se la Germania avesse attaccato la Francia o se la Russia avesse attaccato l'Austria-Ungheria.
Fu l'ultimo atto diplomatico voluto dal cancelliere tedesco Otto von Bismarck. Con questo trattato egli evitò l'appoggio russo ad un eventuale attacco francese contro la Germania e, lasciandosi mano libera a favore dell'alleata Austria-Ungheria, assicurò la pace fra questa e la Russia. Nel 1890, dopo aver congedato Bismarck, l'imperatore Guglielmo II di Germania non rinnovò il trattato. Due anni dopo veniva stipulata l'Alleanza franco-russa.

## Le premesse
I tre imperi conservatori dell'Europa centro-orientale, la Germania, l'Austria-Ungheria e la Russia, dopo la guerra franco-prussiana del 1870-1871, decisero di allearsi contro i movimenti rivoluzionari che condizionavano le classi operaie del continente. A tale scopo nel 1873 fu stipulata la Lega dei tre imperatori e nel 1881 un nuovo accordo, l'Alleanza dei tre imperatori, assicurò alla Germania la neutralità della Russia in caso di attacco della Francia. Le tre monarchie si erano impegnate, infatti, a rimanere neutrali nel caso una di esse fosse stata attaccata da una quarta potenza.
Ma di fronte all'inasprirsi della guerra commerciale fra Germania e Russia, alle campagne di stampa dei due Paesi e alla disponibilità di alcuni ambienti militari di passare alle armi, l'accordo del 1881 perse man mano di credibilità.

### La crisi bulgara

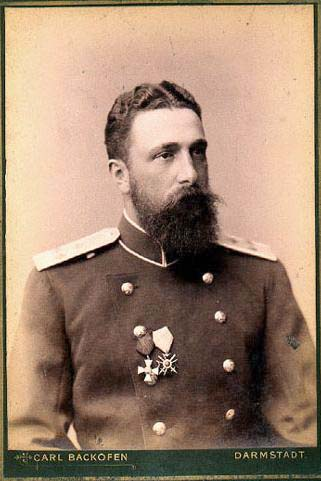
Alessandro I di Bulgaria

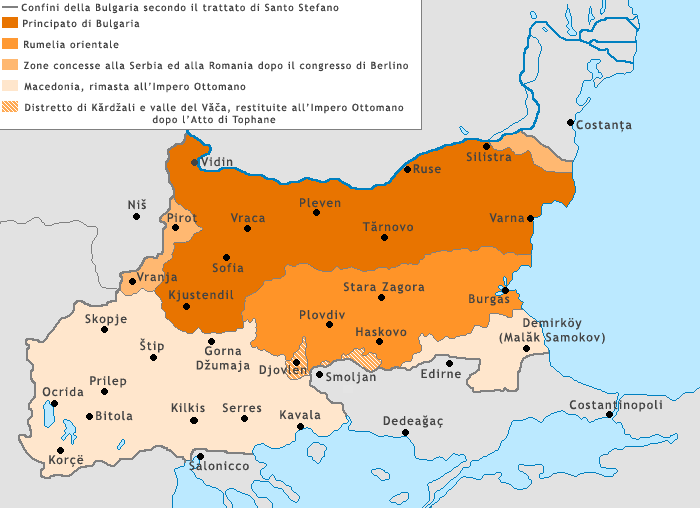
Il principato originario della Bulgaria in arancione scuro, la Rumelia orientale in arancione e le zone ancora turche in rosa chiaro.

Nel 1885, un nuovo episodio compromise definitivamente l'intesa. Quell'anno fu proclamata l'unificazione della Bulgaria che acquisiva la Rumelia orientale dai turchi. L'intera nazione, al comando di Alessandro di Battenberg, usciva dal controllo della Russia la quale, contraria all'unificazione, sospettò la Germania e l'Austria di essere state la causa di questo sconvolgimento.
I rapporti fra Russia e Austria peggiorarono ancora quando la Serbia nello stesso 1885 dichiarò guerra alla Bulgaria (guerra serbo-bulgara) e Vienna, senza contattare San Pietroburgo come da accordi, mediò fra le due nazioni in lotta e ristabilì la pace.
Molto legato alla Germania, tanto da volerne sposare la figlia del principe ereditario, il trionfatore della guerra, Alessandro I di Bulgaria, si inimicò completamente i russi che erano ben lungi dal dargliela vinta.
Il 20 agosto 1886, truppe bulgare ammutinate arrestarono il principe Alessandro e lo consegnarono ai russi. Dopo aver riacquistato rocambolescamente il potere, il principe di Bulgaria ricevette ancora un telegramma dello zar Alessandro III di Russia che gli intimava di rinunciare al trono e di lasciare il Paese. Abbandonato anche dai governi di Berlino e Vienna, gli venne impedita la celebrazione del matrimonio con la figlia dell'erede al trono tedesco. Si rifugiò in Austria dove, tempo dopo, sposò un'attrice.
Per l'Austria l'episodio significava che i russi volevano dominare la Bulgaria. «Pietroburgo –scriveva Francesco Giuseppe – è assolutamente infida... C'è un limite a tutto e il patriottismo del nostro popolo non deve essere offeso». Durante un Consiglio della Corona fu deciso che se truppe russe si fossero dirette contro la Bulgaria, l'Austria si sarebbe sentita in obbligo di intervenire.
L'antagonismo austro-russo a causa della Bulgaria distrusse fatalmente l'Alleanza dei tre imperatori. Per questo motivo i russi, temendo di rimanere isolati, palesarono al cancelliere tedesco Bismarck il loro interesse per un trattato che avrebbe impegnato la Russia e la Germania a non aggredirsi nel caso una delle due nazioni si fosse trovata in guerra con una terza potenza.

## Le trattative

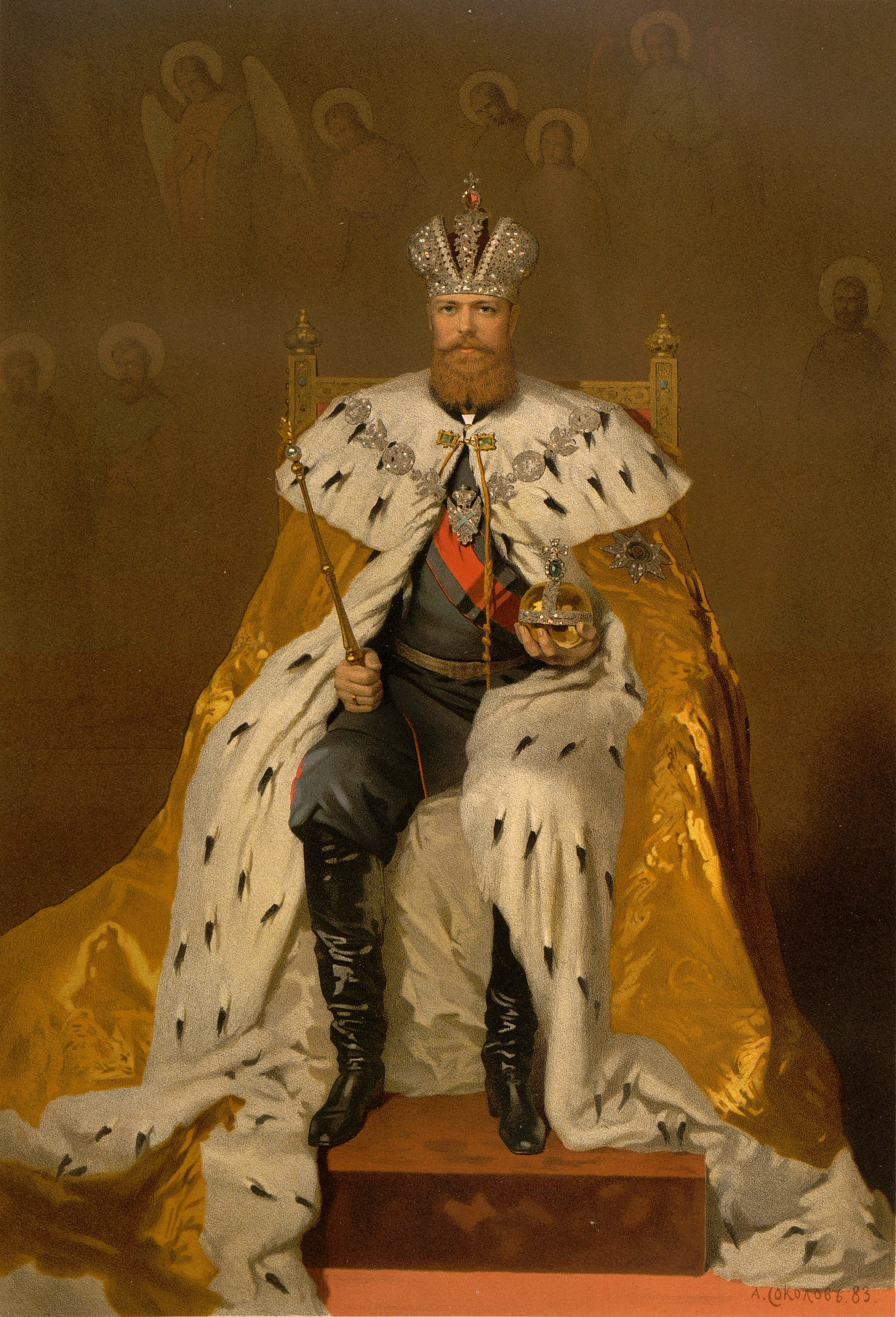
Lo zar Alessandro III di Russia fu uno dei protagonisti della crisi bulgara che portò al trattato di controassicurazione.

In quel periodo anche i rapporti fra San Pietroburgo e Parigi erano ancora assai tesi. Vari avvenimenti accaduti nella Terza Repubblica francese convinsero l'autocrazia zarista a proseguire i buoni rapporti con la Germania: l'avanzata dei radicali nelle elezioni del 1885, la cacciata del pretendente al trono Luigi Filippo, la maggioranza di sinistra alla Camera e il divieto ai prìncipi di ricoprire funzioni pubbliche. In caso di avvicinamento alla Francia sussisteva, inoltre, da parte della Russia il pericolo di essere coinvolti in una guerra contro i tedeschi di riconquista dell'Alsazia-Lorena.
Secondo il futuro cancelliere tedesco Bernhard von Bülow, all'epoca dei fatti primo segretario all'ambasciata di Germania a San Pietroburgo, i primi contatti per l'apertura delle trattative si ebbero ad un tè presso il palazzo della granduchessa Maria Pavlovna, consorte del fratello dello Zar, il granduca Vladimir Aleksandrovič Romanov. Si era nella primavera del 1887:
«Un'altra volta, ch'ero al tè presso la bella Granduchessa, comparve il Granduca e mi prese in disparte. Insistendo sul carattere strettamente confidenziale di quanto mi comunicava, mi disse d'avere avuto la sera prima un lungo colloquio con suo fratello lo Zar, il quale gli aveva dichiarato che, dopo gli ultimi avvenimenti di Bulgaria, dove l'Austria svolgeva una politica spiccatamente russofoba, prima col Battenberg ed ora col Coburgo, non gli era possibile rinnovare gli accordi di Skiernievice con l'Austria. Sarebbe invece stato pronto a stringere un nuovo trattato con la Germania. Comunicato ciò al Principe Bismarck, ricevetti immediatamente una sua risposta diretta, che, cosa rara, aveva firmato egli medesimo. Egli accoglieva con gioia la comunicazione fattami dal Granduca Vladimiro e mi dava istruzione di svolgere quell'utile filo. [...] Tali trattative [...] furono condotte prima a Pietroburgo, tra Schweinitz e Giers, poi a Berlino da Bismarck padre e figlio da un lato, e l'Ambasciatore russo a Berlino, Paul Sciuvaloff, dall'altro».

## L'accordo
Dopo difficili negoziati, il 18 giugno 1887, il ministro degli Esteri tedesco Herbert von Bismarck e l'ambasciatore russo Pavel Šuvalov firmarono segretamente a Berlino il trattato, che si componeva di sei articoli più un “protocollo addizionale e segretissimo”.
Art. 1. Nel caso che una delle Parti si trovasse in guerra con una terza potenza, l'altra manterrebbe nei suoi riguardi una neutralità benevola [...]. Questa disposizione non si applicherebbe ad una guerra contro l'Austria o la Francia, se ad attaccare una di queste nazioni fosse una delle Parti contraenti.

Art. 2. La Germania riconosce i diritti storicamente acquisiti dalla Russia nella penisola balcanica e particolarmente [...] in Bulgaria e Rumelia orientale. Le due Corti si impegnano a non ammettere alcuna modificazione dello status quo territoriale della detta penisola senza un accordo preventivo fra di Esse [...].

Art. 3. Le due Corti riconoscono il carattere europeo e mutualmente obbligatorio del principio della chiusura degli Stretti del Bosforo e dei Dardanelli, fondato sul diritto delle genti [...]. Esse [le due Corti] vigileranno in comune che la Turchia non faccia eccezioni a questa regola in favore degli interessi di un governo qualunque [...]. In caso di infrazione, o per prevenirla se una tale infrazione fosse prevedibile, le due Corti avvertiranno la Turchia che Esse la considererebbero [...] come pòstasi in atto di guerra e come privatasi da quel momento dei benefici di sicurezza assicurati dal trattato di Berlino al suo status quo territoriale.

Art. 4. Il presente trattato sarà in vigore per lo spazio di tre anni a datare dal giorno dello scambio delle ratifiche.

Art. 5. Le Parti contraenti si promettono mutualmente il segreto sul contenuto e sull'esistenza del presente trattato e del protocollo annessovi. [...]

### Il protocollo addizionale
Il “protocollo addizionale e segretissimo” comprendeva tre articoli.

Art. 1. La Germania presterà, come per il passato, il suo concorso alla Russia al fine di ristabilire in Bulgaria un governo regolare e legale. Essa promette di non dare in alcun caso il suo consenso alla restaurazione del principe di Battenberg.

Art. 2. Nel caso che l'Imperatore di Russia si trovasse nella necessità di assumere Lui stesso il compito di difendere l'ingresso del Mar Nero [...], la Germania si impegna ad accordare la sua neutralità benevola e il suo appoggio morale e diplomatico alle misure che Sua Maestà [l'imperatore di Russia] giudicherebbe necessario di prendere per conservare la chiave del suo Impero.

Art.3. Il presente protocollo fa parte integrante del trattato segreto firmato in questo giorno a Berlino ed avrà la stessa forza e lo stesso valore.

## La politica di Bismarck

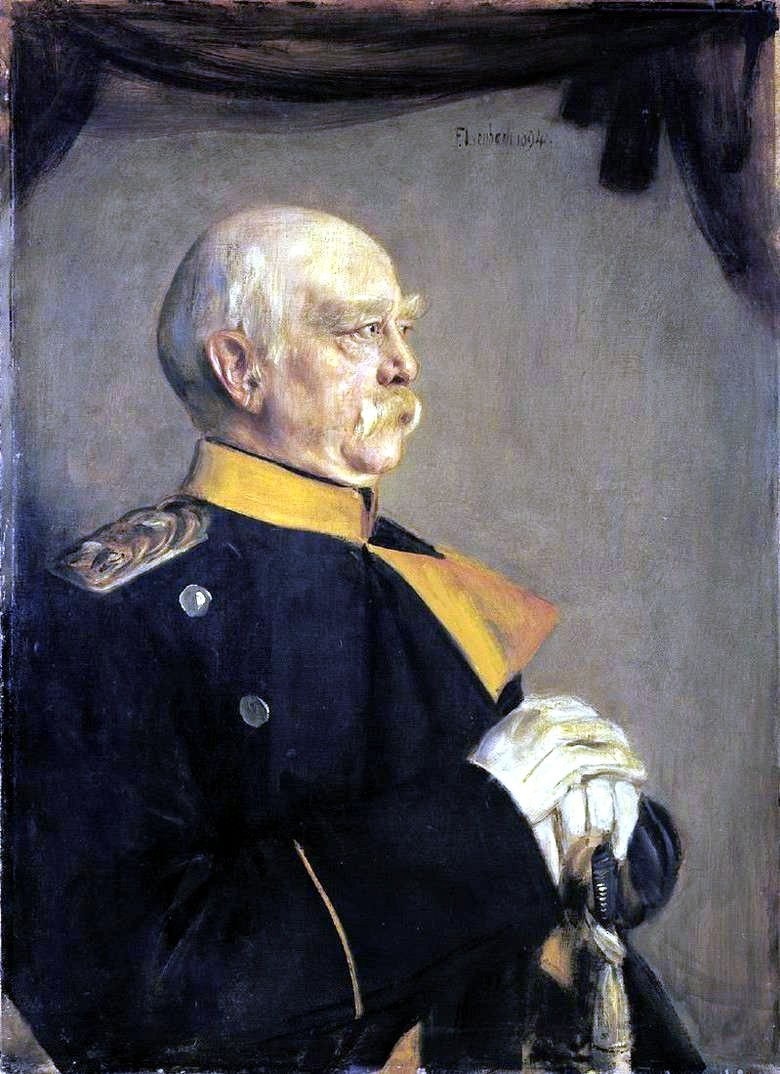
Il cancelliere tedesco Otto von Bismarck fece rientrare il trattato nella sua strategia politica.

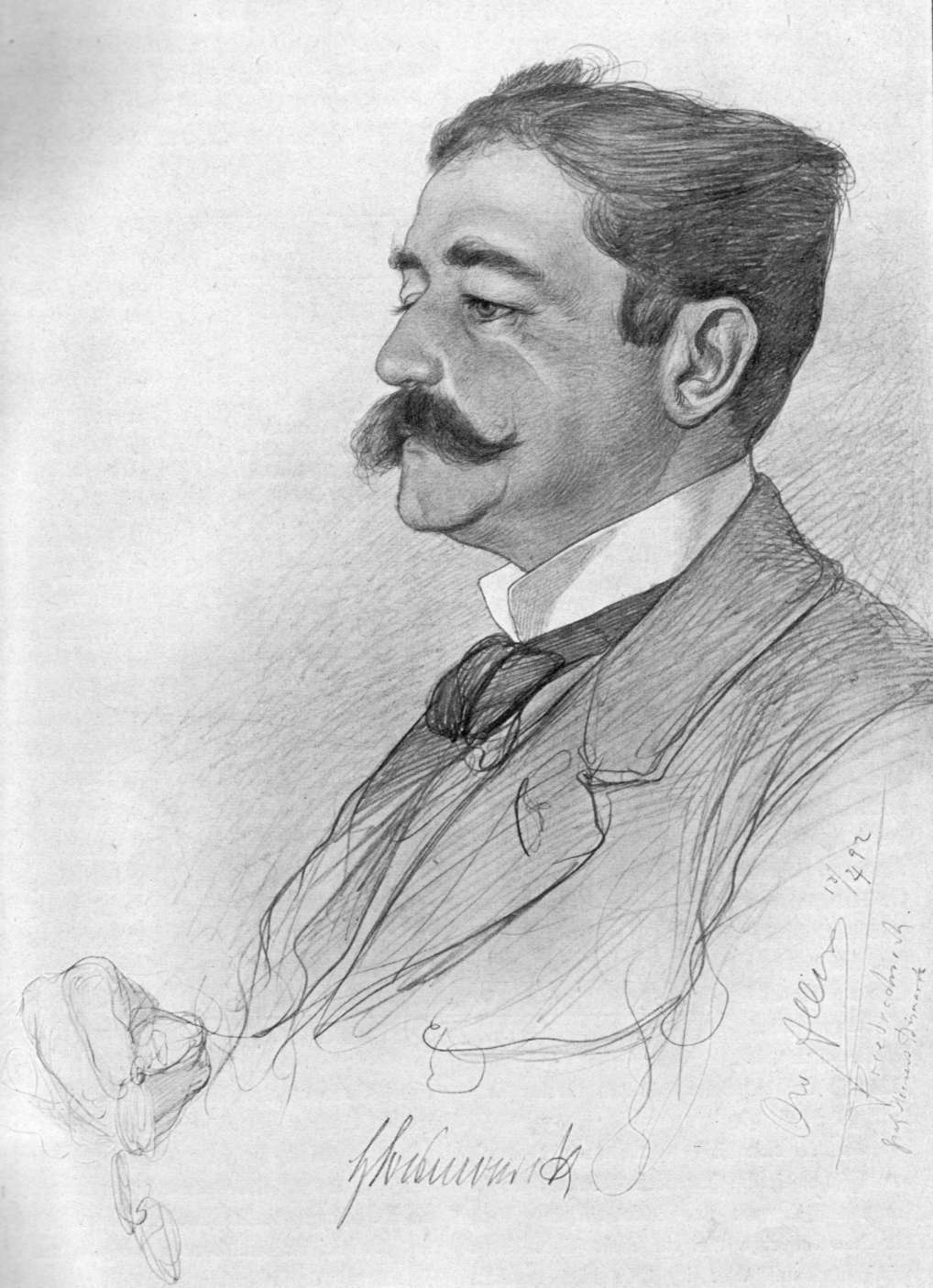
Herbert von Bismarck, ministro degli Esteri tedesco e figlio di Otto von Bismarck.

Per Bismarck il trattato evitava un appoggio russo da est a un attacco francese alla Germania da ovest. Nello stesso tempo lasciava le mani libere alla Germania di intervenire contro la Russia se questa avesse attaccato l'Austria.
Pur rimanendo alleata dell'Austria e dell'Italia (il secondo trattato della Triplice alleanza era stato firmato nel febbraio dello stesso anno), la Germania si assicurava sostanzialmente lo status quo in Europa. In cambio, nel protocollo addizionale, Berlino assicurava un appoggio “morale e diplomatico” a San Pietroburgo nel caso la Russia avesse deciso di occupare lo Stretto turco dei Dardanelli.
Bismarck, di fatto, non aveva nessuno scrupolo a sostenere la spinta dello Zar verso i Dardanelli: il cammino della Russia nel “vicolo cieco orientale” avrebbe allarmato la Gran Bretagna e reso entrambe le parti, sia Londra che San Pietroburgo, ancora più bisognose del sostegno tedesco.
D'altro canto però, il riconoscimento, nell'accordo, del vantaggio russo in Bulgaria giunse troppo tardi e non riuscì a prevenire l'elezione del principe Ferdinando, gradito all'Austria, appena tre settimane dopo la firma. La diffidenza del Cancelliere per la Russia (a corto di capitali) è dimostrata anche dalla chiusura nei suoi confronti dei mercati finanziari tedeschi dall'estate del 1887. Una mossa che probabilmente volle ricordare ai russi il bisogno che avevano della Germania e quali sarebbero stati i costi qualora l'avessero abbandonata in favore della Francia.
D'altronde, già dalla primavera la tensione al confine russo-tedesco ebbe in Russia un seguito in una legge che proibiva agli stranieri, ma ad essere colpiti furono principalmente i tedeschi, la proprietà terriera nei distretti occidentali; il che corrispondeva ad un esproprio indiretto. In risposta a ciò fece seguito una campagna di stampa tedesca contro i crediti e i titoli di Stato russi. Alla fine, la Cancelleria impartì alla Banca del Reich di non investire più in titoli russi.
Per i bismarckiani il trattato fu un colpo magistrale del genio prussiano. Secondo coloro la sua denuncia nel 1890 da parte di Guglielmo II fu la causa principale dell'avvicinamento della Francia alla Russia, che si concluse con l'alleanza del 1892. Per gli scettici invece, già nell'anno in cui venne sottoscritto, il trattato di controassicurazione non fu che un piccolo ostacolo frapposto alla partecipazione della Russia ad una guerra contro la Germania. Herbert von Bismarck ne definì il significato in maniera disincantata: «È pur sempre una sorta di pressione sullo Zar e, se le cose si mettono al peggio, servirà a farci piombare addosso i russi con sei o otto settimane di ritardo».